# Escuela de Periodismo de la Iglesia
La Escuela de Periodismo de la Iglesia fue la primera que hubo en España y alcanzó rango universitario en 1960.

## Historia
La creó en El Debate el cardenal Ángel Herrera Oria en 1926. Dichos estudios se fueron ampliando con los cursos de verano del Colegio Cántabro de Santander y el Centro de Estudios Universitarios (CEU), fundado por él en 1932. 
Ángel Herrera Oria dirigía El Debate; su subdirector era José María Gil Robles. Mandó a tres personas, entre ellos el sacerdote Manuel Graña González y el redactor jefe de El Debate Francisco de Luis Díaz, a la Escuela de Periodismo de la Universidad de Columbia, en Nueva York; Graña fue autor del primer tratado en español sobre la enseñanza del periodismo y profesor del cursillo de Redacción con que se inició la Escuela de El Debate. Nicolás González Ruiz escribió otro de los libros de la escuela y posteriormente dirigió la también primera Enciclopedia de Periodismo en español. 
En 1960, Herrera Oria creó la privada Escuela de Periodismo de la Iglesia, que dirigió durante su primer año. Estaba organizada por la jerarquía eclesiástica y dirigida directamente por la Comisión Episcopal de Prensa, para defender los intereses de la Iglesia católica en España. 
Más tarde, en 1975, fue el Centro de Enseñanza Superior San Pablo-CEU el que impartió la docencia de esta carrera hasta que en 1993 toma el relevo la Universidad San Pablo-CEU. En la actualidad, la Facultad de Humanidades y CC. de la Comunicación de la Universidad San Pablo-CEU cuenta con unos 2300 alumnos. 
- Datos: Q5839263